# معركة القيروان
معركة القيروان هي معركة وقعت بالقرب من القيروان في 10 أبريل 1348. وهي معركة ضد سلطان المغرب المريني، أبو الحسن علي بن عثمان، ضد القبائل التونسية المتمردة على سلطته. أدت إلى هزيمة السلطان المريني.

## خلفية
بعد وفاة الحاكم الحفصي أبو يحيى أبو بكر المتوكل، في أكتوبر 1346، عارضت حرب الخلافة نجليه حتى انتصار أبو حفص عمر بن أبي بكر واغتيال أخيه أبو العباس بن أبي بكر. صهرهم والسلطان المريني أبو الحسن علي بن عثمان يحكم ويدخل تونس من الغرب. فر أبو حفص إلى قابس فتم القبض عليه وقتله على يد الفرسان المرينيين. دخل أبو الحسن بن عثمان تونس في 15 سبتمبر 1347 دون أن يضطر إلى محاصرة المدينة. إن المنطقة المغاربية كلها تحت سلطة المرينيين لكن السلام لم يدم طويلاً.
تجمعت القبائل التونسية، التي رفضت الاعتراف بسلطة السلطان المريني، بالقرب من القيروان في بداية عام 1348. ووضعوا على رأسهم ابن دبوس، وهو خياط صغير من توزر ينحدر من سلاطين الدولة الموحدية، أباطرة سابقين للحفصيين وأبناء المرينيين.

## العواقب
بعد المعركة، خسر المرينيون تونس على الفور، والتي سيطرت عليها القبائل المحلية ثم سلالة الحفصيين. يلجأ الحاكم المريني إلى حصن محاصر من قبل القبائل التونسية لكنه تمكن من الفرار. في الجزائر، أبو عنان فارس، نجل السلطان المهزوم، يستغل هزيمة والده ليعلن نفسه صاحب السيادة في تلمسان، لكنه خوفا من انزلاق السلطة منه في المغرب، يقرر الذهاب إلى فاس لاستلام ولاء القبائل المحلية. والسيادة التي نصبت نفسها بنفسها.
فر أبو الحسن علي بن عثمان وجنوده من تونس عن طريق البحر لكن قاربهم تحطم بسبب عاصفة قبالة الساحل الجزائري. ومع ذلك، نجا الملك وثلة من جنوده من الحادث. ثم يبدأ الملك في تنظيم جيشه ويحاول مرة أخرى أخذ تلمسان من الزيانيين ولكن هزمه الأخير ويتعين عليه العودة نحو الصحراء. أخيرًا، قرر العودة إلى المغرب ويتحدى عهد ابنه، واشتباكات قواتهما بالقرب من نهر أم الربيع والمعركة التي أدت إلى انتصار قوات الابن. ثم تخلى الأب عن ادعاءاته بشأن العرش ولجأ إلى قبيلة البربر حنتاتا التي تعيش في الأطلس المتوسط.
نجح السلطان أبو عنان فارس أخيرًا في تثبيت مملكته ونجح عام 1357 في استعادة الجزائر وتونس الحالية. أدى موته المفاجئ (الذي قُتل على يد أحد وزرائه) إلى اضطرابات كبيرة واستعادت المقاطعتان المحتلتان استقلالهما في هذه المناسبة. بعد وفاة السلطان أبو عنان فارس، عاش المغرب فترة مظلمة في تاريخه، استمرت قرابة قرنين من الزمن. أعيد تأسيس السلالة الحفصية في تونس.